# Oculina patagonica
Oculina patagonica là một loài san hô trong họ Oculinidae. Loài này được Angelis mô tả khoa học năm 1908.